# Musée Baccarat (Paris)
Le musée Baccarat est un musée exposant à Paris une sélection de pièces fabriquées par la cristallerie Baccarat, en Lorraine.
Il est situé au 11 place des États-Unis, dans le 16e arrondissement, dans l'ancien hôtel particulier de Marie-Laure de Noailles, qui a été redécoré par Philippe Starck en 2003.
Avant de s'installer à cette adresse en 2003, le musée Baccarat se trouvait aux nos 30 et 30bis de la rue de Paradis dans le 10e arrondissement, dans les locaux d'un ancien dépôt et atelier de bronze de la maison Baccarat. Le musée ferme définitivement ses portes en décembre 2023.

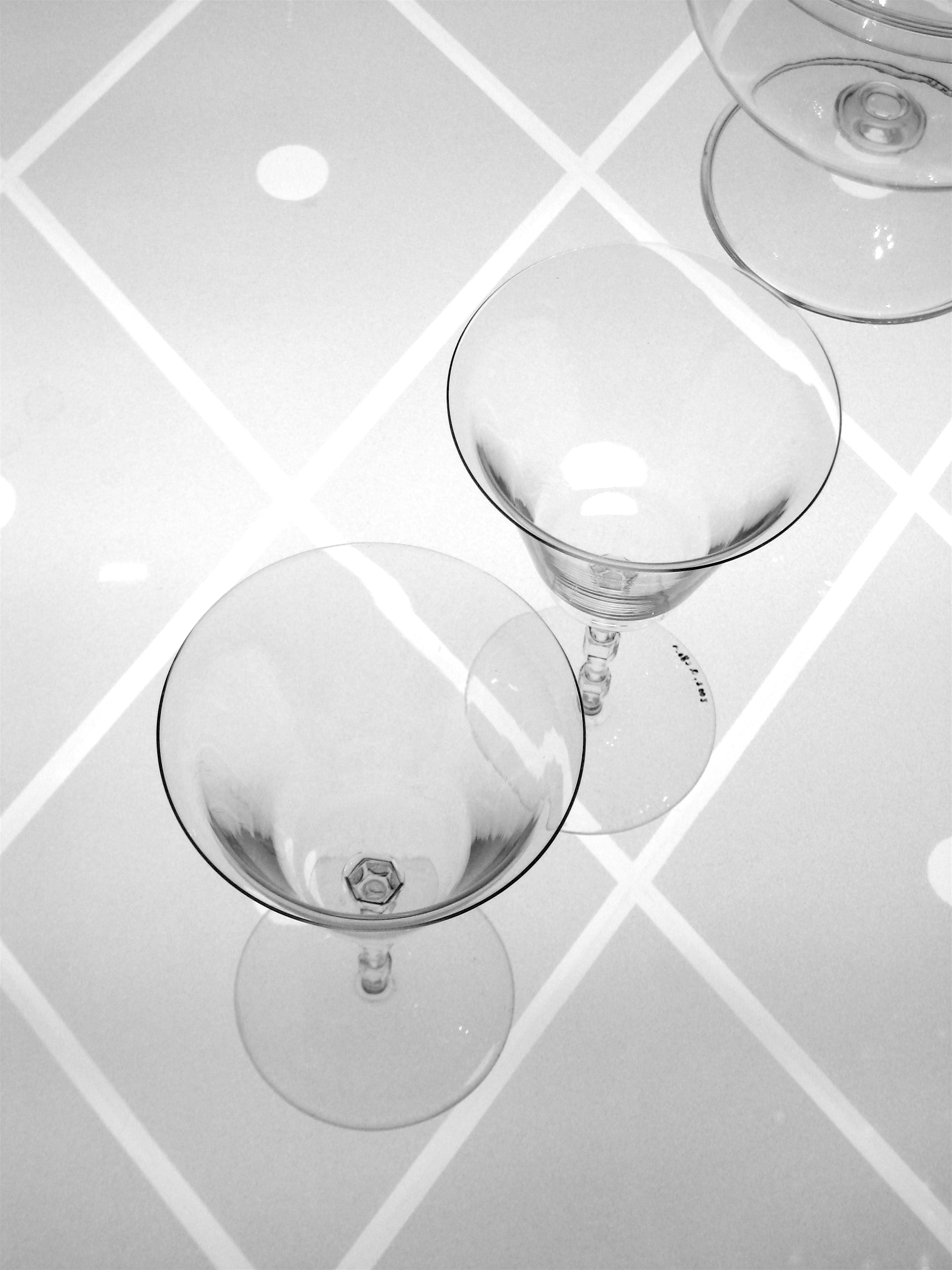
Verres en cristal Baccarat.
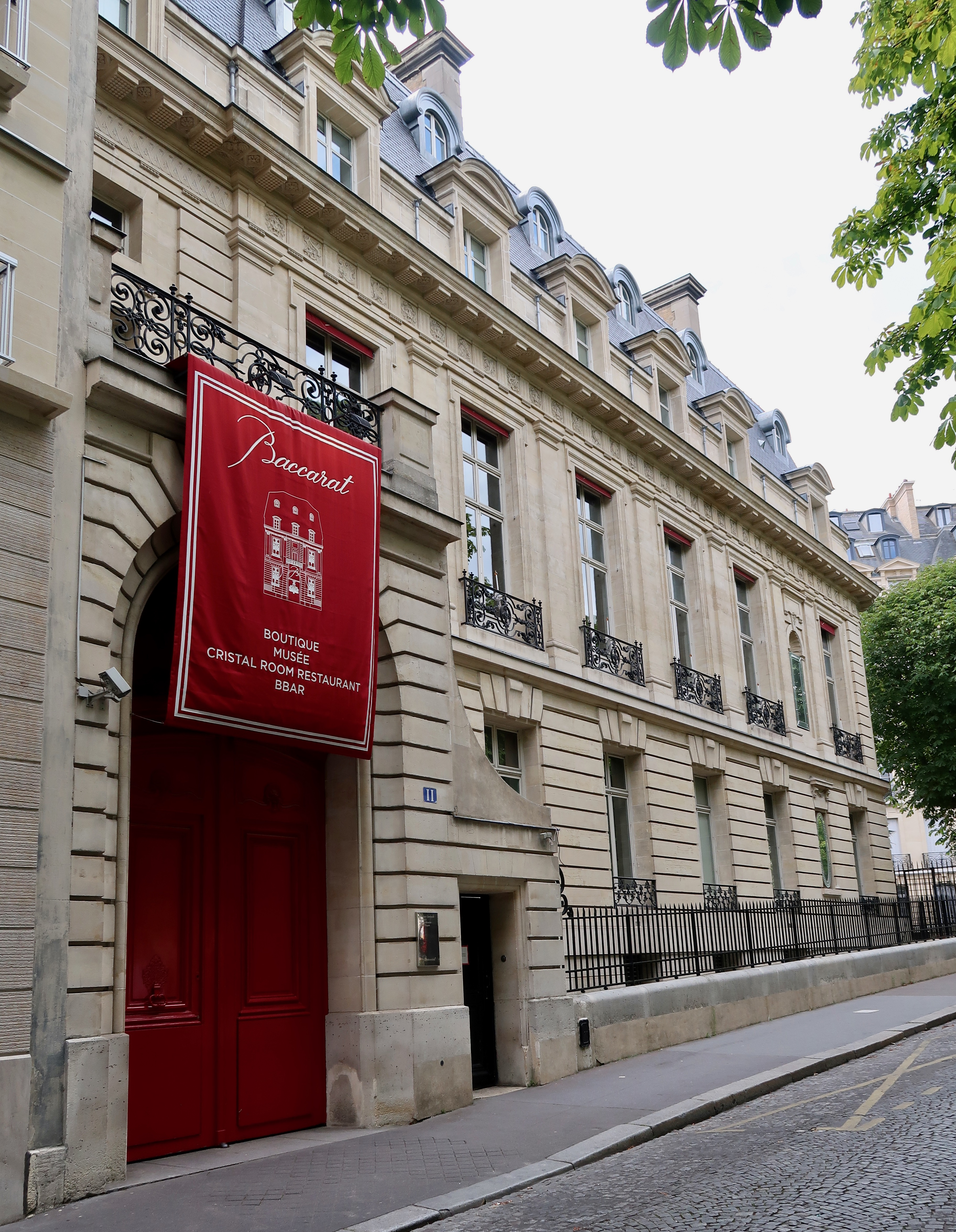
Hôtel de Noailles.
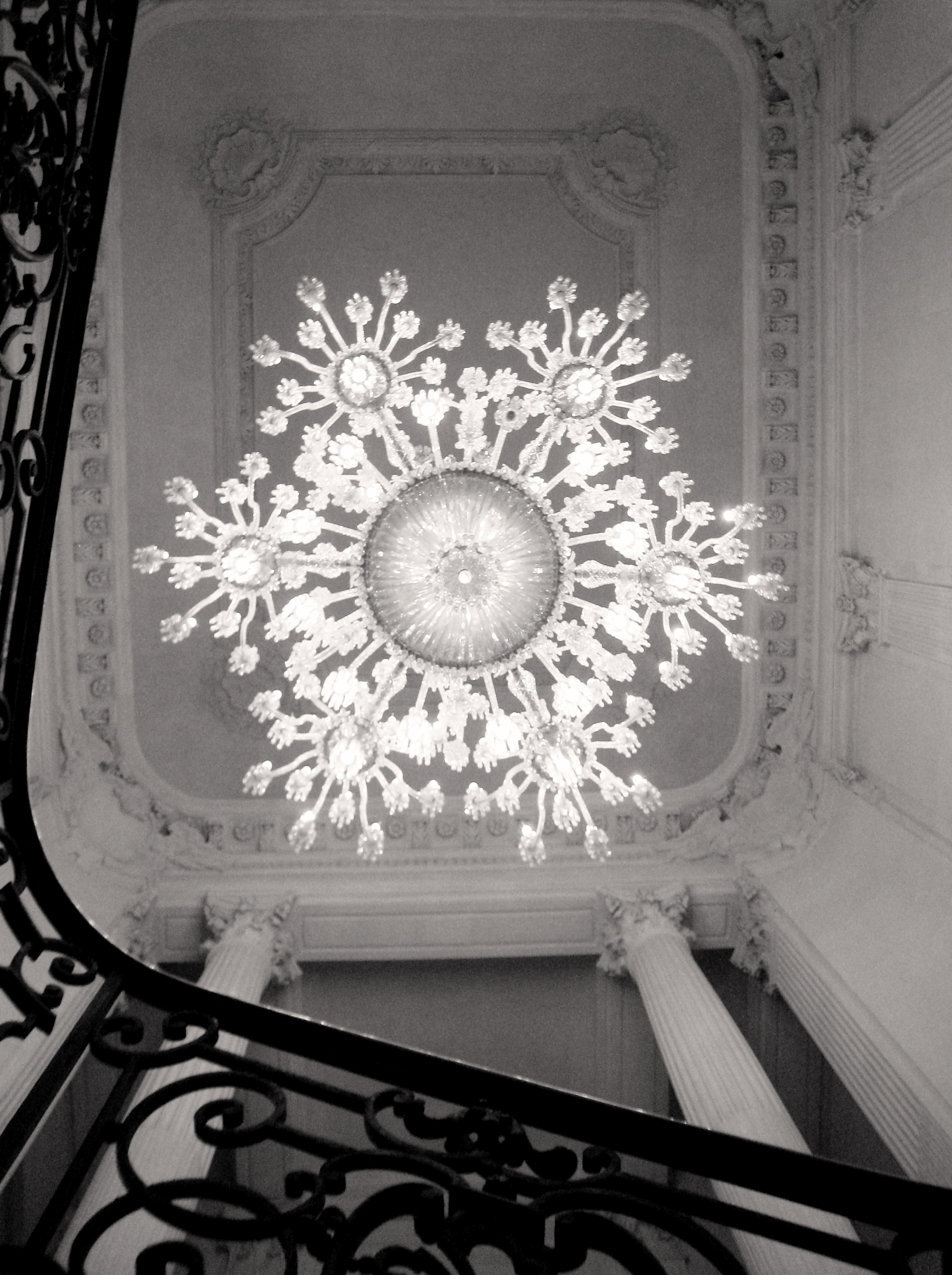
Lustre en cristal Baccarat de la cage du grand escalier.